# Matthew el Cuervo
Matthew el Cuervo es un personaje ficticio que aparece en la serie Swamp Thing de DC Comics. Presentado en Swamp Thing (Volumen 1) en noviembre de 1972, muere y luego resucita como el cuervo de Sueño en la versión de The Sandman de Neil Gaiman.
Henderson Wade interpretó a Matt Cable en la serie de televisión de 2019, basada en la serie de cómics del mismo nombre para el servicio de transmisión de DC.

## Descripción
Matthew es un cuervo (el único del Sueño) que viaja a tavés de la vigilia bajo las órdenes de Morfeo, generalmente como explorador o espía. Matthew fue antes un hombre, Matthew Cable, y un personaje en la serie de DC Swamp Thing, que murió en coma. Como es un habitante nuevo del Sueño, Gaiman usa a Matthew como forma para explicar alguna información a los lectores.

## Historia
Matthew Cable aparece por primera vez en ''Swamp Thing'' #1, Allí, él era un agente gubernamental que creía que la Cosa del Pantano había matado a Alec Holland. Como por años la cosa creyó ser Holland, y eventualmente le revela a Cable que él era Alec, este finalmente la deja ir.
En un momento, Matthew Cable encuentra a la Doom Patrol teniendo un incidente con ellos.
Con el tiempo, la mente del personaje termina dañada, otorgándole la habilidad de alterar la realidad. Poco después de esto se casa con Abigail Arcane, una vieja amiga de la Cosa y sobrina de Anton Arcane, un hombre despiadado que quiere los secretos de la Cosa para conseguir la inmortalidad. El matrimonio en un momento comienza a presentar graves problemas debido en parte a los daños sufridos por Mat, dirigiéndolo a abusar de su poder en forma de actos sexuales aberrantes, tales como usar sus habilidades para crear figuras descompuestas para incitarlo, y a su vez encerrar a su matrimonio. Matthew solo parece poder acceder a su poder si está estresado o intoxicado, por lo cual nace un abuso del alcohol.
Después de una pelea con Abigail que culmina cuando Mat la deja a pie para encontrar a la Cosa, este tiene un ataque de conciencia y maneja su auto para encontrarla. Dado que estaba borracho, tiene un accidente fatal, que lo deja en coma hasta su muerte. Anton Arcane, quien entra en su conciencia, lo convence de llevarlo hacia el mundo real en la forma de una mosca, asegurándole que podrá revivir de esta forma. En realidad, Anton, que ha muerto para ese entonces y ha ido al infierno, encuentra la forma de salir de él a través de Cable. Anton posee a la mosca y por tanto el cuerpo de Cable y con él su poder semidivino. Finalmente, Matthew se las arregla para mandar a Arcane nuevamente al infierno, pero con el costo de que los efectos del accidente lo alcancen, y sólo después de que Anton haya abusado de Abigail. (Esta trama, incidentalmente, resultó en que DC descartara el sello de La Autoridad de Comics en Swamp Thing, añadiendo en su lugar "Sophisticated Suspense" sobre el título).
Matt, todavía poseyendo suficiente poder como para reparar un cuerpo, y sin desear vivir, se las arregla para revivir a Abby, aunque su alma todavía sigue atrapada en el infierno, del cual será rescatada por Swamp Thing. Pidiendo disculpas a "Alec", cae en un coma que lo atrapará hasta el final de sus días mortales.
Esta vida es cortada poco después debido a que el hospital en el que se encontraba es lo suficientemente corrupto como para vender sus órganos, manteniéndolo a partir de máquinas con vida. Abigail por piedad destruye las máquinas, acabando con su vida mientras este está aún en el Sueño.

## En The Sandman

### Descripción
Matthew aparece por primera vez en Sandman en el tomo The Sandman: Casa de Muñecas, como un nuevo habitante del Dominio del Sueño, y por tanto, como un dispositivo narrativo que permite introducir numerosos elementos de la ambientación y la historia detrás de The Sandman a los lectores.

### Historia
Matthew suele decir que Sueño de los Eternos le dio la posibilidad de quedarse en el Sueño después de su muerte. Como personaje, Matthew es extremadamente leal a Sueño, considerando que para él es una segunda oportunidad, una de redención tal vez. Matthew, como cuervo, es un personaje habitualmente bienhumorado, un poco rústico (un ejemplo de esto es posible encontrarlo por sus comentarios acerca de la escasa afición a la lectura que tiene, o en Vidas Breves, cuando desea quedarse una buena cantidad de tiempo en un bar de desnudistas), aunque completamente un cuervo. Su alimentación es de ratas y ojos, cosa de la cual se sorprende en Fábulas y Reflejos.
Matthew desde su muerte participa en numerosas historias de The Sandman y The Dreaming, viviendo en la Cueva de Eva junto con ella, aunque compartiendo también la estadía con Morfeo. Se lo suele ver en el mundo de la Vigilia como explorador y guía en asuntos mortales para morfeo, o acompañándolo como familiar animal. Muchas veces, sirve también de guía para los soñadores en el Sueño. Matthew es un personaje complejo, y a posteriori de los sucesos de Vidas Breves continuamente se pregunta qué les sucede a los cuervos del Sueño, cosa que nunca se le había dicho.
Esta pregunta será un leit motiv de las apariciones de Matthew en el Sueño, lo cual le permitirá descubrir, entre otras cosas, que Lucien fue el primer cuervo del Sueño, y que la lista de cuervos es extremadamente larga, e incluyó a personajes tales como Aristeas de Mármora, el emperador chino Ming de los Han, y el dios egipcio Hatsheput entre otros.
En Las Benévolas, Matthew junto con el Corintio tiene encargado encontrar a Daniel Hall, quien ha sido raptado por Loki y Puck por encargo de las Furias, que de esta forma se aseguran la colaboración de Lyta Hall en la destrucción de Morfeo. Matthew y el Corintio finalmente encuentran a Daniel, pero el primero es arrastrado al Sueño por la guerra que allí se está desarrollando, para hacerse un festín con los otros cuervos míticos, sin este desearlo, cosa que le provoca la enemistad del Corintio. La primera demostración del poder de Daniel Hall implica la salvación de Matthew por el Corintio de un sueño descarriado llamado Nybbas.
Matthew, hacia el final de Las Benévolas, desea acompañar a Sueño de los Eternos a enfrentarlas y morir en el intento, pero este finalmente lo envía junto con sus reliquias al Palacio, para entregárselas a Daniel y transformarlo tras su muerte en el nuevo Sueño. Esto disgusta al cuervo, quien estará muy deprimido después de la muerte de su Señor, hasta que finalmente decida en el velatorio a quedarse en el Sueño un tiempo más para acompañar y guiar al nuevo Sueño de los Eternos.

## Apariciones Como Cuervo
Aquí se listan todas las apariciones de Matthew Cable después de su muerte humana y su transformación en un cuervo del Sueño. Esta lista incluye números de todas las series en las que apareció, incluyendo The Sandman, Swamp Thing y The Dreaming.
- Diciembre de 1989: The Sandman (1989) #11 - 'Moving In'

- 1990
  - Abril de 1990:The Sandman (1989) #15 - 'Into the Night'
  - Junio de 1990:The Sandman (1989) #16 - 'Lost Hearts'

- 1991
  - Enero de 1991: The Sandman (1989) #22 - 'Season of Mists: Chapter 1'
  - Marzo de 1991: The Sandman (1989) #24 - 'Season of Mists: Chapter 3'
  - Mayo de 1991: The Sandman (1989) #26 - 'Season of Mists: Chapter 5'
  - Junio de 1991: The Sandman (1989) #27 - 'Season of Mists: Chapter 6'
  - Noviembre de 1991: The Sandman (1989) #32 - 'Slaughter on Fifth Avenue'

- 1992
  - Enero de 1992: Who's Who in the DC Universe (1990) #15 - 'Abby Arcane to Tim Hunter'
  - Abril de 1992: Swamp Thing (1985) #118 - 'A Child's Garden'
  - Agosto de 1992: The Sandman (1989) #40 - 'The Parliament of Rooks'
  - Octubre de 1992: The Sandman (1989) #42 - 'Two: It Always Rains on the Unloved-Wet Dreams-A Fishing Expedition-She Kisses Wyverns (The Disneyland Analogy)-Dinner Etiquette and Chocolate Lovers-Desire Swears by the First Circle-"Things are Changing"-What Can Possibly Go Wrong?'

- 1993
  - Enero de 1993: The Sandman (1989) #45 - 'Five: The Things We Do To Be Loved-Her Hands Do Not Do To the Moon-The Driving Instructor-Tiffany Watches I-White Knights and/or Pond-Scum-Are Dalmations Flowers?-Nancy Displays Her Erudition-Wham Bam Thank You Ma'am-Tiffany Watches II'
  - Febrero de 1993: The Sandman (1989) #46 - 'Six: Life Isn't Pleasant, Petrified-The Parting of the Ways-The Trouble with Mortals-Dreamings of Meeting or Meetings of Dreaming?-The Trouble with Gods-Mervyn Sets Him Straight-"Have You Got Anything with A Happy Ending?"-Tempus Frangit'
  - Agosto de 1993: Vertigo Jam (1993) #1
  - Diciembre de 1993: The Sandman (1989) #56 - 'World's End'

- 1994
  - Febrero de 1994: The Sandman (1989) #57 - 'The Kindly Ones: 1'
  - Marzo de 1994: Swamp Thing (1985) #140 - 'Vegetable Man'
  - Abril de 1994: Swamp Thing (1985) #141 - 'Bad Gumbo'
  - Junio de 1994: The Sandman (1989) #60 - 'The Kindly Ones: 4'
  - Julio de 1994: The Sandman (1989) #61 - 'The Kindly Ones: 5'
  - Septiembre de 1994: The Sandman (1989) #63 - 'The Kindly Ones: 7'
  - Noviembre de 1994: The Sandman (1989) #64 - 'The Kindly Ones: 8'
  - Diciembre de 1994: The Sandman (1989) #65 - 'The Kindly Ones: 9'

- 1995: Vertigo Gallery (1995) #1 - 'Dreams & Nightmares'
  - Mayo de 1995: The Sandman (1989) #68 - 'The Kindly Ones: 12'
  - Julio de 1995: The Sandman (1989) #69 - 'The Kindly Ones'
  - Agosto 1995: The Sandman (1989) #70 - 'Which occurs in the wake of what has gone before'
  - Septiembre 1995: The Sandman (1989) #71 - 'In which a wake is held'
  - Noviembre 1995: The Sandman (1989) #72 - 'In which we wake'

- 1996: The Sandman (1989) TPB vol. 09 (Eighth Printing) - 'The Kindly Ones'
  - Junio 1996: The Dreaming (1996) #1 - 'The Goldie Factor, Part One'
  - Julio 1996: The Dreaming (1996) #2 - 'The Goldie Factor, Part Two'

- 1997:
  - Enero de 1997: The Dreaming (1996) #8
  - Febrero de 1997: The Dreaming (1996) #9 - 'Weird Romance, Part One'
  - Marzo de 1997: The Dreaming (1996) #10 - 'Weird Romance, Part Two'
  - Abril de 1997: The Dreaming (1996) #11 - 'Weird Romance, Part Three'
  - Mayo de 1997: The Dreaming (1996) #12 - 'Weird Romance, Part Four'
  - Junio de 1997: The Dreaming (1996) #13 - 'Coyote's Kiss, Part One'
  - Julio de 1997: The Dreaming (1996) #14 - 'Coyote's Kiss, Part Two'
  - Octubre de 1997: The Dreaming (1996) #17 - 'Souvenirs, Part One'
  - Noviembre de 1997: The Dreaming (1996) #18 - 'Souvenirs, Part Two'
  - Diciembre de 1997: The Dreaming (1996) #19 - 'Souvenirs, Part Three'

- 1998
  - Marzo de 1998: The Dreaming (1996) #22 - 'The Unkindness of One, Part One'
  - Mayo de 1998: The Dreaming (1996) #24 - 'The Unkindness of One, Part Three'
  - Junio de 1998: The Dreaming (1996) #25 - 'My Year As a Man'
  - Julio de 1998: The Dreaming (1996) Special #1 - 'Trial and Error'
  - Septiembre de 1998: The Dreaming (1996) #28 - 'Dreams the Burning Dream'
  - Octubre de 1998: The Dreaming (1996) #29 - 'Ashes'
  - Noviembre de 1998: The Dreaming (1996) #30 - 'Temporary Overflow'
  - Diciembre de 1998: The Dreaming (1996) #31 - 'November Eve'

- 1999
  - Enero de 1999:Vertigo: Winter's Edge (1998) #2
  - Marzo de 1999:The Dreaming (1996) #34 - 'Ruin'
  - Abril de 1999:The Dreaming (1996) #35 - 'Kaleidoscope'
  - Mayo de 1999:The Dreaming (1996) #36 - 'Slow Dying'
  - Septiembre de 1999:The Dreaming (1996) #40 - 'New Orleans For Free'
  - Octubre de 1999:Sandman, The Dream Hunters (1999) OGN SC - 'The Sandman: The Dream Hunters'
  - Noviembre de 1999:Sandman, The Dream Hunters (1999) OGN HC
  - The Dreaming (1996) #42 - 'Detonation Boulevard'
  - Diciembre de 1999:The Dreaming (1996) #43 - 'The Two Trees'

- 2003:
  - Muerte: A las puertas de la Muerte (2003) OGN SC
  - The Sandman: Noches Eternas (2003) OGN SC - 'The Sandman: Noches Eternas'
  - The Sandman: Noches Eternas (2003) OGN SC (Titan Edition - Primera impresión) - 'The Sandman: Noches Eternas'

- 2006: The Sandman (2002) TPB vol. 15 - 'Panie Laskawe, czê¶æ I'

- - Octubre de 2006:

The Vault of Michael Allred (2006) #2
- 2007:
  - Sandman (2002) TPB vol. 16 - 'Panie Laskawe, czê¶æ II'
  - Octubre de 2007: Munden's Bar (Webcomic) (2007) #2 - 'Insomniac!'